# 태자빈객
태자빈객(太子宾客)은 한국과 중국, 일본의 과거 관직이다.
한국에서는 1392년에 설치되어 조선에서 세자시강원에 소속으로 경사(經史)와 도의(道義)를 가르치던 정2품 벼슬이었다.